# Alessia Russo
Alessia Russo (właśc. Alessia Mia Teresa Russour; 8 lutego 1999 w Maidstone) – angielska piłkarka, występująca na pozycji napastniczki w angielskim klubie Arsenal W.F.C. oraz w reprezentacji Anglii. Uczestniczka Mistrzostw Świata 2023 oraz Mistrzostw Europy 2022.

## Statystyki

### Klubowe
Na podstawie:
| Klub                          | Sezonów | Liga                    | Liga  | Liga   | Puchar krajowy | Puchar krajowy | Kontynentalne | Kontynentalne | Suma  | Suma   |
| Klub                          | Sezonów | Liga                    | Mecze | Bramki | Mecze          | Bramki         | Mecze         | Bramki        | Mecze | Bramki |
| ----------------------------- | ------- | ----------------------- | ----- | ------ | -------------- | -------------- | ------------- | ------------- | ----- | ------ |
| Chelsea F.C.                  | 1       | FA Women’s Super League | 0     | 0      | 1              | 0              | –             | –             | 1     | 0      |
| Brighton & Hove Albion W.F.C. | 1       | Women's Championship    | 7     | 3      | 2              | 0              | –             | –             | 9     | 3      |
| Manchester United W.F.C.      | 3       | FA Women’s Super League | 46    | 22     | 14             | 5              | –             | –             | 60    | 27     |
| Manchester City F.C.          | 6       | FA Women’s Super League | 14    | 5      | 5              | 2              | 2             | 2             | 21    | 9      |
|                               | Łącznie | Łącznie                 | 67    | 30     | 21             | 7              | 2             | 2             | 90    | 39     |

### Reprezentacyjne
Na podstawie:
| Mecze w reprezentacji na Mistrzostwach Świata 2023 | Mecze w reprezentacji na Mistrzostwach Świata 2023 | Mecze w reprezentacji na Mistrzostwach Świata 2023 | Mecze w reprezentacji na Mistrzostwach Świata 2023 | Mecze w reprezentacji na Mistrzostwach Świata 2023 | Mecze w reprezentacji na Mistrzostwach Świata 2023 | Mecze w reprezentacji na Mistrzostwach Świata 2023 | Mecze w reprezentacji na Mistrzostwach Świata 2023 |
| Lp.                                                | Data                                               | Miasto                                             | Przeciwnik                                         | Wynik                                              | Gole                                               | Inne                                               | Faza turnieju                                      |
| -------------------------------------------------- | -------------------------------------------------- | -------------------------------------------------- | -------------------------------------------------- | -------------------------------------------------- | -------------------------------------------------- | -------------------------------------------------- | -------------------------------------------------- |
| 1.                                                 | 22.07.2023                                         | Brisbane                                           | Haiti                                              | 1:0 (1:0)                                          |                                                    | 51'                                                | Faza grupowa                                       |
| 2.                                                 | 28.07.2023                                         | Sydney                                             | Dania                                              | 1:0 (1:0)                                          |                                                    |                                                    | Faza grupowa                                       |
| 3.                                                 | 01.08.2023                                         | Adelaide                                           | Chiny                                              | 6:1 (3:0)                                          | 4'                                                 |                                                    | Faza grupowa                                       |
| 4.                                                 | 07.08.2023                                         | Brisbane                                           | Nigeria                                            | 0:0 (k. 4:2)                                       |                                                    |                                                    | 1/8 finału                                         |
| 5.                                                 | 12.08.2023                                         | Sydney                                             | Kolumbia                                           | 2:1 (1:1)                                          | 63'                                                |                                                    | Ćwierćfinał                                        |
| 6.                                                 | 16.08.2023                                         | Sydney                                             | Australia                                          | 3:1 (1:0)                                          | 86'                                                | asysta                                             | Półfinał                                           |
| 7.                                                 | 20.08.2023                                         | Sydney                                             | Hiszpania                                          | 0:1 (0:1)                                          |                                                    |                                                    | Finał                                              |

## Najważniejsze sukcesy
Na podstawie:

### Klubowe
Z Manchesterem City:
- Mistrzyni Anglii 2016, 2022/23
- Puchar Anglii 2015/16, 2022/23

### Reprezentacyjne
- Mistrzyni Europy 2022
- Wicemistrzyni świata 2023